# アルシャードセイヴァーRPG リプレイ
『アルシャードセイヴァーRPG リプレイ』は、FEARによる『アルシャードセイヴァーRPG』のリプレイシリーズ。全3巻で構成され、1巻につき1話が収録されている。
ゲームマスター・リプレイ執筆は田中天。イラストレーターはぽぽるちゃ。

## 概要
『アルシャードセイヴァーRPG』の発売と同時に展開されたシリーズ。第1巻は『アルシャードセイヴァーRPG』そのもののグランドオープニングとなっており、ゲーム本編はこのリプレイで描かれた事件が起こった後の世界を舞台とする、ということになっている。
『アルシャードセイヴァーRPG』のエントリーリプレイとして、本昨の最も基本的といえるような遊び方を一通り紹介することを目的としたシリーズであり、第1巻は基本ルールブックのみを使ったシナリオ、第2巻は上級ルールブックを使ったシナリオ、第3巻はワールドガイドの設定を活かしたシナリオ、というように巻が進むたびに使用するルールブックを追加していっている。このことから、これからゲームを始めとうと思う人に向けたルールブックやサプリメントの紹介という側面も色濃く持つ。また、第3巻でサクセションの実例を見せることで、一区切りがついたとして一応の完結をみせているが、あとがきによるとキャラクターたちはまた別の機会になんらかの形で出演させる予定はあるとのこと。

## あらすじ
ブルースフィアは我々が住む地球に対応する世界であり、奈落の眷属ダークレイスと、神の欠片をもつクエスターとが、人知れず戦い続けている。この世界では最近、ある予言が囁かれるようになっていた。それは、瑠璃谷と呼ばれる地に「救世者（セイヴァー）」が誕生するというものだ。
瑠璃谷は日本にある地方都市で、このブルースフィアでもマナが豊富な地だ。それゆえに奈落もここを狙ってくる。エキドナも瑠璃谷のマナに引かれて異世界ミッドガルドからやってきたダークレイスだ。そして、それを追ってクエスターである騎士アリオも瑠璃谷にやってくる。
瑠璃谷に住む普通人の少女・来種しのぶはこの二人の戦いに偶然巻き込まれてしまい、命を落としてしまう。しかし、しのぶはこの死をきっかけにシャードが宿り、クエスターとして覚醒することになる。そしてこの時から、アリオは「騎士」としてしのぶと瑠璃谷を守るための戦いに身を殉じることになる。

## 登場人物

### プレイヤーキャラクター（PC）
プレイヤーによって操作するキャラクター。名前の横にカッコで記述されているのはPCの読み仮名（漢字表記の場合のみ）、プレイヤー名の順である。キャラクタークラスについてスラッシュで複数書かれている場合はマルチクラスによりクラスを複数有していることを表す。
アリオスト・ルーダランド (重信康)
キャラクタークラス : アタッカー  / オーヴァーランダー / ソードマスター
シャードの加護 《トール》《マリーシ》《フツノミタマ》
異世界ミッドガルドの小国グロスハイムの少年騎士。強力な奈落の使徒エキドナに国を滅ぼされてしまい、アリオはその唯一の生き残りである。グロスハイムを滅亡させた後にエキドナは次元回廊を開いてブルースフィアへ向かったが、アリオもそれを追い次元回廊に飛び込んだ。瑠璃谷へたどり着いたときの魔力の爆発で、たまたま近くを歩いていた来種しのぶを巻き込んで死なせてしまっている。しかし、しのぶはこの死をきっかけにクエスターとして覚醒することになる。
しのぶをクエスターの宿命に巻き込んでしまったのは自分であると責任を感じており、騎士として彼女を守ることを誓っていたが、しのぶが「対等」であることを望んだため、剣を並べる戦友としてしのぶを受け入れることになった。
ブルースフィアにやってきた当初はカルチャーギャップに苦しんでいたが、序々になれたようで、第3巻では自分の美少年としての容姿と騎士としての立ち振る舞いを意識的に利用して、執事喫茶のバイトでマダムたちを悩殺して荒稼ぎというかなり擦れたことまでやってのけている。
炎を纏う剣「陽炎斬（ヘイズブレイカー）」は家宝として伝わっているもので、ゲーム的にはソードマスターの《魔剣》となっている。
今は亡き故郷で仕えていたグロスハイム王国のアンジェリカ姫に特別な思いを抱いており、しのぶに姫の面影を感じることがたびたびある。ただし、外見は全く似ておらず、それは内面的な類似ということである。
来種 しのぶ (らたね・しのぶ、鈴吹マユリ)
キャラクタークラス : アタッカー  / ルーンナイト / レジェンド
シャードの加護 《トール》《トール》《ガイア》
瑠璃谷に住むごく普通の女子高生だったが、アリオとエキドナが瑠璃谷にやってきた次元回廊が公園に開かれたとき、次元の扉が顕現したのと同じ場所に偶然いたために魔力の衝撃を全身に受け、そのショックで死亡してしまう。しかし、アリオがシャードを貸し与えることで命をつなぐ。アリオと離れることができない状況の中で「救世者」をめぐる戦いに巻き込まれ、その渦中で奈落に取り込まれたイスカを救いたいという願いをガイアのアバターが聞き届け、クエスターとなった。
元々は病弱であまり自分がやりたいこともできないような子だったのだが、クエスターになったことがきっかけで健康的な面は改善している。そのためにクエスターになったことを前向きに受け入れており、それまでの鬱憤を晴らすかのように人生を楽しんでいる。
なお、彼女ははじめからガイアに「救世者」として選ばれていた存在で、イスカがいなければもっと早くクエスターとして覚醒する可能性もあった。
自分専用の魔法鎧を召喚できるクラス「ルーンナイト」を持っているが、彼女の纏う鎧は金属的な質感のそれではなく、魔法少女が着るようなフリルとリボンがポイントになったコスチューム。武器としてはレジェンドの特技《剣王の城》で身の丈より大きい斧を召喚して使いこなす。その外見からプリキュアシリーズに例えて「キュアギロチン」の二つ名がつけられている。
正義感の強い性格で、困難に対して決して折れることがなく、悪は絶対に許さない。特に、人々に不幸を撒き散らす奈落に対してはかなり攻撃的になるため、リプレイ中ではたびたび奈落処刑人と呼ばれている。その一方で、自分は女子力が低いのではないかというコンプレックスを持っている。
星 桜花 (シン・インファ、井上純一)
キャラクタークラス : キャスター  / アルケミスト / メイジ
シャードの加護 《オーディン》《ヘル》《ブラギ》
東アジアで頭角を現す財閥にして、裏の世界では歴史ある魔術結社として知られる「星龍財閥」の当主一族の女性。次期総帥の座を巡って他の兄弟姉妹と熾烈な争いをしている。
太祖より予言の「救世者」を調べるよう命じられ、瑠璃谷までやってきた。
プライドがとても高く、他人と馴れ合うことを嫌う素振りを見せるが、実は寂しがりや。また、非常に惚れっぽく、優しくされた異性にはすぐにときめいてしまう。ジャンル的には「チョロイン」（わりとチョロいヒロインの略）とされている。
ナヴァグラハ (鈴吹太郎)
キャラクタークラス : エンチャンター  / フォックステイル / サモナー
シャードの加護 《イドゥン》《バルドル》《バルドル》
瑠璃谷の守護者として古来からこの地に住まう土地神。狐の精であるフォックステイルの一族で、元々はインド出身で、中国から日本に渡ってきた。リプレイ中は「グラ」と略されて呼ばれることが多い。
しのぶの家の裏庭に稲荷の祠があり、ナヴァグラハは基本的にはそこから街を見守っている。その縁もあり、しのぶがクエスターに覚醒した後は彼女を特別に守護している。老練めいた落ち着いた性格で、PCたち若きクエスターの良き導き手である。一人称は「わし」。
本来の外見は狐というよりも巨大な獣のような恐ろしい姿をしているのだが、普段は祠に収まる程度のサイズに小型化している（《変幻自在》の特技）。このときの見た目が狐というより子狸に近くなってしまっており、しのぶも「狸さん」と呼ぶことが多い。本人はそれをいたく不快に思っているようである。
真儀 イスカ (まぎ・-、遠藤卓司)
キャラクタークラス : キャスター  / ホムンクルス
シャードの加護 《オーディン》《オーディン》《ネルガル》
しのぶの学友で幼馴染。欧州貴族の血を引く凛々しい美人だが、生家は魔術師の家系であり、魔法や神秘に関わる人物である。なおかつ新進気鋭のクエスターとしても名を売っており、奈落退治を積極的に行っていた。活動拠点が瑠璃谷であることから「救世者」の第一候補として見られていた。
第1巻の時点ではNPCで、彼女にアビスシードが埋め込まれ、スペクターとして操られてしまう。それをしのぶたちが救出したことがきっかけで、自らの命をかけてしのぶを守ると誓う。この流れで、第2巻からPCに昇格した。
「魔術師の家系に生まれた娘」とされているが、実は彼女は人造生命体（ホムンクルス）である。しかし、それについて本人のコンプレックスはPCになった時点でふっきれており、人形風情と敵からののしられてもスルーしている。
ホムンクルスは《バトルフォーム》という特技で戦闘形態に変身することができるが、しのぶにあわせる形で魔法少女的コスチュームを身に纏ったような外見になっている。戦闘スタイルは「魔法による近接戦闘」で、魔法の力で強化した拳を敵に叩き込むというもの。イスカは実際のゲームデータ上で「魔法攻撃」と「格闘攻撃」を矛盾なく組み合せられる形で特技を習得しており、工夫の妙が凝らされている。

### ノンプレイヤーキャラクター（NPC）
ゲームマスターが操作するキャラクター。

#### 瑠璃谷の人々
花村 花 (はなむら・はな)
しのぶやイスカのクラスメートの明朗快活な女子。部活も同じ美術部。
成績は悪いけれど、歌と踊りの才能は抜群。愛称は「ハナ」。幼馴染の月島剣司に恋慕の情を持っている。
彼女自身は普通人（魔法や神秘と無関係に過ごしている一般人の総称）なのだが、先祖に瑠璃谷のマナと深く結びついた巫女がおり、ハナ自身も瑠璃谷のマナに干渉できる素質を持つ。具体的には、瑠璃谷のマナを消費することでシャードの加護《ガイア》に等しい奇跡を呼び起こすことができる。ただし、これはハナ自身がコントロールできる能力ではなく、彼女が精神的に本当に追い詰められたときに無意識的に発動するものとなっている。
雪村 遼太郎 (ゆきむら・りょうたろう)
瑠璃谷に住む小学6年生の男の子。サッカー好きの活発な少年で、ひょんなことからアリオと友達になる。ハナとは近所づきあいしていて姉弟のような仲。
アリオは彼との交流を通じてブルースフィアの常識や流行を学んでいった。
来嶋 奈々子 (きじま・ななこ)
しのぶとイスカのクラスの担任。20歳後半くらいの女性で、穏やかな雰囲気を間延びしたしゃべり方が特徴。
綾村 舞 (あやむら・まい)
ハナが通っている駅前のダンス教室の先生。ナヴァグラハの石像をはじめて見たときに狐と理解できた数少ない人物の一人。

#### 星龍財閥
太祖 (タイスゥ)
星龍財閥の後見役を担っている老婆（当主ではない）。彼女に認められた人物しか当主にはなれない。「太祖」は称号であり、本名は不明。
予言の力に秀でており、「救世者」が瑠璃谷に現れることや、この地で今後も大きな事件が起こることを予知し、それを監視するために桜花を瑠璃谷に駐留させた。
リチャード・シン
星龍財閥の幹部の一人で、長身で慇懃な東洋系の男性。桜花と同じく当主一族の血筋ではあるのだが、血統も実力も桜花ほどには次期当主に近い位置にはない。
ブルースフィアに転移したばかりのアンジェリカを拾った人物で、彼女の王国再興に手を貸すための資金的援助を約束した。ゆえに天使財団は実質的には彼が立ち上げたものでだが、本人はあくまでアンジェリカの秘書という立場におり、矢面に出ることはない。
その一方で星龍財閥内の実力者たちを味方に取り込んでいくような動きを見せ、桜花を追い落とすためのさまざまな策謀をめぐらす。
槍鬼 (チェングイ)
星龍財閥の暗殺部隊「黒鬼星 (ヘイグイシン)」の一員。黒いコートに身を包んだ長身の中年男性で、巨大な棍を振るう。
燕鬼 (イヤングイ)
星龍財閥の暗殺部隊「黒鬼星 (ヘイグイシン)」の一員。レザーのライダースーツを纏った漆黒の髪の女性で、顔には無数のピアスをしている。大量の飛刀を投げつける。

#### ダークレイス
エキドナ
強力な奈落の使徒。本編開始前はミッドガルドで活動しており、グロスハイム王国の王妃の身体を乗っ取り、国を滅ぼした。新たな侵略先としてブルースフィアの瑠璃谷に転移してきて、PCたちと戦うことになる。
第1巻のボス敵であるが、エキドナが倒されたことにより、その体内に溜め込んでいた奈落そのものが世界に侵食し、ブルースフィア全土にアビスシードが大量にばら撒かれ、さらには「エキドナの娘」と呼ばれるダークレイスたちが多数生まれることになる。この事件をきっかけにブルースフィアでの奈落の行動がそれまでと比べて活発になる。ゆえに、エキドナは後に奈落の者たちから"太母"の名で称えられることとなった。
スコルピオ
高名な魔術師で、奈落との契約によって己を吸血鬼化した魔人。
瑠璃谷の豊富なマナを使って異世界より強大な奈落を呼び込もうとたくらみ、この地にミッドガルドとの次元回廊を開いた。それを通ってやってきたのがエキドナとアリオである。
グリムリーパー
人の夢にあらわれる魔獣。グリムリーパーに殺される夢を見たものは、現実の世界でもグリムリーパーに殺され、心臓をえぐられる。
他人に殺人衝動をうえつけることで殺人鬼に仕立て上げる能力を持つため、ターゲットを殺す犯人はグリムリーパーそのものとは異なる。そのため、非常に実態がつかみにくい。
世界各地の伝承に名前を変えて現れる古い奈落存在であり、日本では「死鬼」という名前で現れたことがあるという。そのときに花枝花の先祖である巫女に封じられたとされている。封印は花枝の血そのものに受け継がれており、花枝の血を引くものが瑠璃谷の地に住まい続ける限りはそのマナによって死鬼が蘇ることはない。逆に、この地のマナが弱体化すれば復活してしまうことになる
アンジェリカ・グロスハイム
ミッドガルドのグロスハイム王国の王女で、かつてアリオが仕えていた人物。第一話以前に奈落の使徒エキドナに殺されており、アリオはその復讐のためにエキドナを追っている、という状況からリプレイの物語は始まっている。
死の後に奈落に染まったダークレイスとして復活したが、それと同時にグロスハイム王家の血筋に隠されたティール神の力が覚醒する。復活した彼女は奈落の使徒でありながらクエスターでもあるという矛盾めいた存在となり、それゆえに「第二のシャドウガイア」になれる素質を持つ。
第三話では蘇った彼女が「天使財団」の会長を名乗り瑠璃谷にやってくる。瑠璃谷を滅ぼしてこの地にグロスハイム王国を再臨させるという計画を立てたため、アリオは故郷と瑠璃谷のどちらを守るべきかを問われることになる。
線の細い華奢な体つきだが、キャラクタークラスはアタッカー/グラップラー/ワードという肉体派。
バーバヤガー
『アルシャードセイヴァーRPG』の公式NPCの一人。
エキドナの死によって生まれた「エキドナの娘」と呼ばれる奈落の使徒の一人。スラブの伝承の魔女の名がとられているように、老婆の姿をしている。
スコルピオが開いた瑠璃谷とミッドガルドの間の次元回廊をさらに広げることで、ミッドガルドの奈落そのもので瑠璃谷を汚染しようとたくらむ。

## 用語
瑠璃谷 (るりたに)
日本にある地方都市で、本リプレイシリーズの舞台。ブルースフィアでもマナが豊かな場所とされている
それゆえにさまざまなダークレイスから狙われている。本リプレイシリーズのテーマはこの瑠璃谷を奈落の手から守ることである。
ガイアのアバター
ブルースフィアと呼ばれるこの地球は母神ガイアの巨大なシャードであるとされ、ゆえにガイアという神はすでに人としての姿形を持っていない。しかし、この母神が人間に対してコミュニケーションをとるときに化身（アバター）を遣わす。ガイアの精霊、もしくは娘ともされるが詳細は不明。
『アルシャードガイアRPG』ではガイアのアバターはニミュエという固有名と固有の外見をもっていたが、『アルシャードセイヴァーRPG』ではトーガをかぶった少女の姿で表現されることが多いもののそれ以外の姿で現れることもあり、見る人によって異なる外見と印象が与えられる存在であると設定が変更された。また、固有の名前を持たされていない。
クエスターがシャードに選ばれる過程にはさまざまなものがあるが、しのぶはこのガイアのアバターから夢の中でシャードを渡されることで覚醒した。しのぶはガイアのアバターの夢を一話開始前から見続けており、アリオとの邂逅がきっかけで奈落との戦いに巻き込まれていったのは偶然ではなく、しのぶ自身の定められた運命であったと解釈できる。
星龍財閥 (スタードラゴングループ)
上海を拠点にした華人系財閥。さまざまな業種で多角的経営を行うコングロマリットだが、中核となるのは製薬と不動産である。
グループの中心は星一族で占められている。星一族の商人としての歴史は明末にまでさかのぼるが、裏社会では魔術師の家系として知られており、その歴史は秦の方士にまでさかのぼるとさえ言われている。
政治、経済、神秘のすべての分野における世界征服を一族の悲願としているが、支配すべき世界を奈落に汚されることは好まないため、奈落との戦いにおいては他の勢力との利害の一致は成されやすい。
元々は井上純一がPCである桜花の背景設定として考えたものにすぎなかったのだが、『アルシャードセイヴァーRPG 上級ルールブック』でリプレイと切り離された公式世界設定として採用され、設定が大幅に拡張された。
救世者
瑠璃谷から現れると予言に語られる、世界を救う存在。当初はこの地でクエスターとして名を売っていた真儀イスカと思われていたが、実は彼女は第1巻時点ではまだクエスターではなく、真の救世者となりうるものを奈落の目から遠ざけるための囮として活動していた。
イスカはガイアのアバターから直接シャードを与えられたしのぶこそが本当の救世者だと考えていたが、エキドナが倒されて奈落がブルースフィアに広がったときに、ガイアが全てのクエスターに対してグランドクエスト【ガイアを守る】を与えたことで、救世者とはひとりの人物を指すのでなく、ブルースフィアのすべてのクエスターに与えられる使命を指していたことが判明する。そして、『アルシャード・セイヴァーRPG』はエキドナの死によって奈落が拡大した以降を扱うゲームとして定義された。
グロスハイム
アリオの故郷で、ミッドガルドのどこかにある小国。剣と魔法のファンタジー風の騎士たちが国を守り、歴史ある王族が国土を治める封建国家であったが、エキドナに滅ぼされてしまい、アリオのみが唯一の生き残りとなった。
王家はティール神の血筋を引くとされており、アンジェリカ王女がワード（神の転生を表すクラス）を持つのはそのためである。
雨月求聞抄 (うげつぐもんしょう)
雨月物語の異本と称された偽書。第2話に登場。
ここに記された怪異憚はすべてブルースフィアの神秘に関わる真実の一旦である。
読んだ人物の正気を失わせる力があり、これはこの書物にアビスシードがとりついているからである。
天使財団
瑠璃谷で土地買収事業を進めている一団。第3話に登場。
財団の会長はアンジェリカだが、資金的な面を支えているのはリチャードである。
天使財団は瑠璃谷の中でも霊力（マナ）が特に強い場所ばかりを重点的に買い占めているが、これはグロスハイム王国の土地と人民をこの地に復活させる奇跡の儀式に必要な大量のマナを確保するためである。儀式が完遂してしまうと瑠璃谷の地はグロスハイム王国に「上書き」される形で消滅することになる。
シャドウガイア
ガイアのアバターから分離して生まれた奈落女神。
七瀬市という町に突如現れたエキドナとクエスターの戦いの結果誕生した「呪われたガイア」である。ガイアの奇跡の力と奈落の絶望の力を同時に使いこなす矛盾した存在。
相当に強大な存在のはずだがどういう理由があってか七瀬市から動くことがなく、また表立って行動もしない。彼女はガイアのアバターがクエスターを増やすのと同じように、ダークレジェンドと呼ばれる強力なスペクターを増やし、彼らを使って奈落を広げさせる。ダークレジェンドに与えられる加護《シャドウガイア》は、通常の加護《ガイア》では認められないような邪悪なことをも成し遂げる呪われた奇跡の力である。
リプレイ本編ではシャドウガイアそのものはでてこないのだが、エキドナ起源の奈落の使徒でありながら、神の血を引くクエスターでもあるという矛盾した状態を保っているアンジェリカ王女が、「第二のシャドウガイア」になれる危険な素質を持つものとして設定されている。奈落に侵された状態のアンジェリカはシャドウガイアと同等の存在に昇華することを自ら望んでおり、呪われた奇跡の力による故国再興を成そうとした。

## 作品一覧
全てエンターブレインの ファミ通文庫から発売された。
- 第1巻：アルシャードセイヴァーRPG リプレイ1 ブレイヴ・ニュー・ワールド　（ISBN 978-4-04-728212-4）
- 第2巻：アルシャードセイヴァーRPG リプレイ2 キラー・イン・ザ・レイン　（ISBN 978-4-04-728514-9）
- 第3巻：アルシャードセイヴァーRPG リプレイ3 スタンド・バイ・ミー　（ISBN 978-4-04-728801-0）